# Недружній акт
Недружній акт — дії однієї держави проти іншої або юридичних чи фізичних осіб іншої держави, які не обов'язково носять протиправний характер, не вважаються міжнародними правопорушеннями, але є недружніми. У відповідь на недружній акт можуть бути застосовані реторсії. Приклади:
- видворення дипломатів;
- розірвання дипломатичних відносин;
- припинення дипломатичних переговорів, що відбуваються;
- відмова ратифікувати підписані угоди;
- непродовження торговельних привілеїв або угод;
- націоналізація іноземної власності;
- відмова у задоволенні обґрунтованих претензій держави, яка здійснює дипломатичний захист своїх громадян.